# Notholebias
Notholebias is een geslacht van straalvinnige vissen uit de familie van de killivisjes (Rivulidae).

## Soorten
- Notholebias cruzi (Costa, 1988)
- Notholebias fractifasciatus (Costa, 1988)
- Notholebias minimus (Myers, 1942)